# Chaudairac
Chaudairac (en francès Chaudeyrac) és un municipi francès situat al departament del Losera i a la regió d'Occitània.